# Putthinan Wannasri
Putthinan Wannasri (tiếng Thái: พุทธินันท์ วรรณศรี, sinh ngày 5 tháng 9 năm 1992), còn được biết với tên đơn giản Aon (tiếng Thái: อ้น), là một cầu thủ bóng đá người Thái Lan thi đấu ở vị trí hậu vệ cho câu lạc bộ Giải bóng đá Ngoại hạng Thái Lan Bangkok United và đội tuyển quốc gia Thái Lan.

## Sự nghiệp quốc tế
Putthinan ra mắt cho Thái Lan trước Trung Quốc, trong trận giao hữu mà Thái Lan giành chiến thắng 5-1. Vào tháng 5 năm 2015, anh được triệu tập to Thái Lan để thi đấu Vòng loại giải vô địch bóng đá thế giới 2018 khu vực châu Á với Việt Nam.

## Danh hiệu

### Quốc tế
Thái Lan
- Cúp Nhà vua Thái Lan (1): 2017